# Antoine Kambanda
Antoine Kambanda (Nyamata, 10 de novembro de 1958) é um cardeal ruandês da Igreja Católica, arcebispo de Quigali.

## Primeiros anos
Antoine Kambanda nasceu em 10 de novembro de 1958 em Ruanda. Por causa da violência interétnica, sua família mudou-se brevemente para Burundi e depois para Uganda, onde ele cursou o ensino fundamental, e depois para o Quênia, onde cursou o ensino médio. Mais tarde, ele retornou à sua terra natal, onde frequentou o seminário menor em Rutongo em Quigali (1983-1984) e o Seminário Maior de São Carlos de Nyakibanda em Butare (1984-1990). Em 8 de setembro de 1990, ele foi ordenado sacerdote em Kabgayi pelo Papa João Paulo II, que estava em visita apostólica. Depois disso, foi Prefeito de Estudos de 1990 a 1993 no seminário menor de São Vicente de Ndera, Quigali. Em seguida, frequentou a Pontifícia Academia Afonsiana de Roma de 1993 a 1999, onde obteve o doutorado em teologia moral. Seus pais e cinco de seus seis irmãos, junto com muitos outros parentes e amigos, foram mortos em 1994 durante o genocídio contra os tútsis.

## Sacerdote
Kambanda foi nomeado diretor do escritório diocesano da Caritas em Quigali em 1999. Ele então se tornou diretor do Comitê de Desenvolvimento da Diocese de Quigali, chefe da Comissão de "Justiça e Paz" da diocese e professor de teologia moral e visitante no Seminário Maior de Nyakibanda. Falando em 2004 sobre o genocídio de Ruanda em 1994, Kambanda reconheceu que enquanto alguns membros do clero católico tentaram proteger o povo, outros foram cúmplices das mortes. Kambanda observou a necessidade de a própria Igreja Católica passar por uma reconstrução para se livrar dos efeitos do genocídio. Disse que “o uso do sacramento da penitência para a reconciliação e cura do ódio étnico e a reconciliação consigo mesmo, com Deus e com os outros, seria significativo para desenvolver uma fé caracterizada pela confiança que supera o medo do outro”.
Em setembro de 2005, o cardeal Crescenzio Sepe nomeou-o reitor do seminário maior interdiocesano de filosofia de Kabgayi. Em 10 de fevereiro de 2006, Kambanda foi nomeado Reitor do Seminário Maior São Carlos Borromeu de Nyakibanda. Ele substituiu o monesenhor Smaragde Mbonyintege, que havia sido nomeado bispo.
Em junho de 2011, ele liderou quinhentos peregrinos ruandeses a Namugongo, Uganda, para se juntar às cerimônias do Dia dos Mártires para comemorar os 45 convertidos cristãos que foram mortos em 1884 pelo rei Muanga II de Buganda. Em seu sermão, ele disse que o sacrifício feito pelos mártires ajudou muito a propagação do Cristianismo na África, mostrando aos missionários que os convertidos estariam dispostos a morrer por sua fé.

## Episcopado
Em 7 de maio de 2013, o Papa Francisco nomeou Kambanda bispo de Quibungo. Foi consagrado em 20 de julho, por Thaddée Ntihinyurwa, arcebispo de Quigali, coadjuvado por Smaragde Mbonyintege, bispo de Kabgayi e por Philippe Rukamba, bispo de Butare. Ele sucedeu Kizito Bahujimihigo, que renunciou em janeiro de 2010 em meio a "sérios problemas financeiros" na diocese e ameaças por parte de bancos credores de confiscar bens diocesanos. A Conferência Episcopal de Ruanda o elegeu para participar do Sínodo dos Bispos em 2015.
Em 19 de novembro de 2018, o Papa Francisco o nomeou arcebispo de Quigali.
Em 25 de outubro de 2020, o Papa Francisco anunciou que o elevaria ao posto de cardeal em um consistório programado para 28 de novembro de 2020. Recebeu o anel cardinalício, o barrete vermelho e o título de cardeal-presbítero de São Sisto.
Em 29 de setembro de 2021, foi nomeado como membro da Congregação para a Educação Católica.